# ハイパーあんな
『ハイパーあんな』は、近藤るるるの格闘コメディ漫画。

## 概要
1993年に読み切りとして掲載後、1994年から1995年まで『月刊アスキーコミック』に連載。同誌の廃刊後は、同年から1998年まで『新ハイパーあんな』と改題して『月刊コミックビーム』（アスキー）に連載されていた。単行本は正・新合わせて全7巻。
本作品を原作とするラジオドラマがあり、CD化されている。
本作品を原作とする小説が2巻発行されている。
OVA化の予定があり、後継誌『月刊コミックビーム』誌上でキャスティング（ラジオドラマの配役とは異なる）が発表されたのだが、お蔵入りになっている。

## あらすじ
高槻 杏奈は、小柄でかわいい女子高生。しかし、高槻流格闘術宗家に生まれ、自分も幼少から仕込まれてきた達人。「こんなこと知られたら彼氏もできない」と普通の女の子として生活を送ることを切に望んでいるが、いつも、なぜが戦うはめになってしまう。
後半、新ハイパーあんなでは、光恵に騙されて杏奈が女性格闘大会に出場する。杏奈が出場することで瑠璃や霞・桜花なども出場する。その中に、巌の怪我の治療代を稼ぐためにルーニィも出場していたり、刺客である源平の手駒の選手がいた。

## 登場人物

### レギュラーキャラクター
高槻 杏奈 （たかつき あんな）
主人公。武術高槻流家元の生まれ。トロそうで幼い外見とは裏腹に武術の達人だが泣き虫。高校生として年相応のボーイフレンドが欲しいのだが、女性（光恵・桜花）や小学生（光晴、他）にしかもてない。幼少時代に巌に無理やり武術を仕込まれたことがトラウマになっている。極度の酒乱で、紅茶に垂らしたブランデー程度のアルコールで手のつけられない酔っ払いと化す。外見は高校2年生としては小柄で幼い容姿で寸胴、貧乳。前髪を揃えたおとなしい髪型のやや地味な少女。基本は後ろに三つ編みだが、野中百合美に暗器で後ろ髪を切断されて以降、しばらくの間さまざまな髪型を見ることが出来た。
格闘スタイルは関節技主体（高槻流）。だが腕力も並みの男性を軽く片手で投げ飛ばす程強く、瞬発力も高い。ただ、性根の優しさと優柔不断さの為、スピード型の霞や桜花には出遅れる事が多い。怒りで我を忘れたり飲酒したりして理性が崩壊すると強くなるが、ルーニィとの最後の戦いで「怒り」ではない真の高槻流の強さを披露する。
金子 光恵 （かねこ みつえ）
通称「みっちゃん」。杏奈の親友。格闘技マニア。少し底意地の悪い面があり、杏奈や霞を計略で嵌める事がある。杏奈が好きで、杏奈に卑猥なことをする面も。実家は、王友グループという大金持ちだが秘密にしていた。見た目は高校生としては平均以上のプロポーションを持ち、女性にしては太い眉がウィークポイントだが、概ね整っている。弟の同級生曰く「すごい綺麗なお姉さん」らしい。
当初は格闘は全くしていなかったが、姫子にならって少し上達し、そのことを知らない霞に不意打ちで一本取ったが、実力で仕返しを受けた。更なる訓練は逃げることに特化してしまい、格闘の実力は判定不能。
如月 瑠璃 （きさらぎ るり）
杏奈の親友。女子プロレスラー志望。しかし杏奈に全敗中。杏奈に勝ちたいと勝負することはあるが、霞と違って杏奈に負けていること自体に悔しいとは思っていない。長身で肩幅は広く、パワータイプらしい体格だが、隆々としているわけではなく、女性らしいプロポーションの持ち主。ファッションモデルに転向した事もあったが、気質に合わず辞めてしまった。
格闘スタイルはレスリング。男性顔負けの体格と腕力から繰り出される技の破壊力は絶大だが、プロレス向けのいわゆる“芸”的な技が多い為、隙が大きく、返される事が多い。
沢 霞 （さわ かすみ）
勝ち気なお嬢様ではあるが、格闘技に優れ強い相手と戦い勝つことに快感を覚えるタイプ。杏奈たちとの出会いは最悪だったが、後に友人に。未だに、杏奈に勝てないことがコンプレックスでそのことを光恵につつかれて怒ることが多い。光恵の杏奈への感情が友情よりも愛情であることを見抜き、それで脅かしをかけるなど、光恵とは口喧嘩友達。プロポーションは高校生としては平均以上で顔立ちもきつめだが整っている。いわゆる「縦巻ロール」にしたロングヘアがトレードマーク。
格闘スタイルはキック中心（大岐流）で、流れるような高速キックの破壊力は絶大。舗装路やコンクリートの壁を凹ませるほど。大振りに見えるが実際には隙は小さい。ただ高慢な性格が災いして詰めに誤ることが多い。

### 高槻家
高槻 源一郎 （たかつき げんいちろう）
杏奈の父。一見、眼鏡をかけた中年サラリーマンだが、格闘術（ムエタイ系）の達人。その実力は桜花を一蹴する程だが、妻には頭が上がらない。
高槻 蘭子 （たかつき らんこ）
杏奈の母。一見、平凡な主婦だが格闘術の達人。心配したり怒った時でも、常に笑い目。
高槻 シズ （たかつき しず）
杏奈の祖母。ただのお婆さんに見えるが達人。接骨師としては、家族の誰よりも優れている。
おろし丸
高槻家の飼い犬。ポメラニアン。かわいい外見とは裏腹に波動拳等を使う格闘術の手練。その実力は遠く福岡まで轟く程だが、その過程でおろち丸という名で広まってしまっている。
高槻 巌 （たかつき いわお）
杏奈の祖父。高槻流の宗家だが、日本ではニューヨーク沖で発生した飛行機事故により死んだと思われていた。本人はその際に記憶喪失に陥ってしまい、実質的に天涯孤独と化してしまった上、膝を痛めてしまった為、ルーニィの世話になりながら、彼女を孫のようにして暮らしていた。杏奈を幼少時代のうちから無理やり武術を仕込んだため、現在も杏奈に怖がられている。のちに同じ作者の『天からトルテ!』にも登場している。

### 霞の周辺
大岐 久馬 （おおき ひさま）
霞の母方の祖父。富豪。巌とは若いときの修行仲間で親友。
藤原 （ふじわら）
霞の家の運転手。霞といい関係。
霞の送迎用車両はメルセデス・ベンツCLK。リアシートのセンターアームレストに盗聴器の受信機が埋め込まれている。

### 金子家
金子 光晴 （かねこ みつはる）
光恵の弟。生意気な小学4年生。1人で歩いていた杏奈をからかうも、杏奈の実態を知ってからは憧れを抱き、慕うようになる。不意打ちでキスしたりなど、姉より直接的で過激。

### 野中家
野中 桜花 （のなか おうか）
野中三姉妹の長姉。自分の実力を高めるため、色々な格闘の秘伝書を見ようと各流派に道場破りを繰り返し、高槻流の秘伝書を狙うことになる。杏奈級の達人で、自分に勝てる者（杏奈や源一郎）に愛情を抱く。
野中 百合美 （のなか ゆりみ）
野中三姉妹の次姉。秘伝書を狙うことは、姉・桜花とは違いこづかい稼ぎ。実力は多少ある程度で瑠璃や霞でも相手にならない。
野中 小菊 （のなか こぎく）
野中三姉妹の末妹。秘伝書を狙うことは、長姉・桜花とは違いこづかい稼ぎ。内気な女の子のふりをして腹黒い。

### 檜山家
檜山 源平 （ひやま げんぺい）
巌や久馬の相弟子。若い頃の実力では二人より勝っていたが、性格に問題があることを師匠である実父にさえ指摘されるが、事故で目を怪我したことで自分の性格や考えを棚に上げ、二人を恨んでいる。薬物を利用し、実力に劣る者には毒を使わせ、ルーニィには不自然な成長を促し刺客にしたてようとする。
檜山 姫子 （ひやま ひめこ）
源平の孫。合気道の達人。祖父のやり方を快く思っておらず、杏奈たちの味方になる。かなりの巨乳で、大人の女性のような容姿だが実は杏奈たちより年下である。「たかまれ！タカマル 」に登場した。その際には合気道への取材の一環でタカマルと組み手をするが、事故で道着を脱がされ、巨乳が露になった所を写真に撮られる。

### その他
三光院 康成 （さんこういん やすなり）
杏奈たちの同級生。ルックスはいいが、関節技を掛けられてときめくことを見破られ、光恵の下僕に。瑠璃といい関係。
ルーニィ・レヴィン
元は浮浪児だったが、記憶を失った巌から孫のように愛情を注がれ、高槻流を学んだ少女。巌が記憶を取り戻したことで本当の孫の杏奈に愛情が移ってしまうのを恐れ、檜山源平に付け込まれる。彼の薬物投与で急激に成長した結果、スタイルの良い大人の女性になってしまった。その後檜山に付け込まれたことに気づき、彼を再起不能にした後に杏奈に戦いを挑む。一命は取り留め、晴れて高槻家の一員として暮らすことになったが、最後まで少女の姿には戻らなかった。のちに『天からトルテ!』にも巌と共に登場している。

## 単行本
- 『ハイパーあんな』〈アスキーコミックス〉
  1. 1994年
  2. 1995年
  3. 1995年
- 『新ハイパーあんな』〈1,2巻はアスキーコミックス、3,4巻はアスペクトコミックス〉
  1. 1996年
  2. 1997年
  3. 1998年
  4. 1998年
- 『ハイパーあんな 新装版』エンターブレイン、2004年
  1. ISBN 4-7577-1716-4
  2. ISBN 4-7577-1717-2
  3. ISBN 4-7577-1760-1
  4. ISBN 4-7577-1761-X

  - 内容は『ハイパーあんな』と『新ハイパーあんな』全巻の内容に書下ろしを加えてある。

## ラジオドラマ（CDドラマ）
1996年12月 - 1997年1月、『氷上恭子のエルステーション』（文化放送・東海ラジオ）内にて放送。全8話。
CDは、1997年、日本コロムビアより発売（COCC-147380）。全7話。

### 内容
1. あんなの秘密
2. るりちゃん登場!
3. 謎のたてまきロール!
4. たてまきロールの逆襲!
5. ファーストキスはアイス味
6. みっちゃんの正体
7. 高槻家の秘伝書
8. 秘伝書を守れ!

CDには第6話が収録されず。

### キャスト
- 高槻杏奈：中川亜紀子
- 金子光恵：笠原留美
- 如月瑠璃：熊谷ニーナ
- 沢 霞：矢島晶子
- 三光院康成：置鮎龍太郎
- 高槻源一郎：石井康嗣
- 高槻蘭子：吉田美保
- 高槻シズ：水原リン
- 銀行強盗A：高橋広樹
- 銀行強盗B：瀬戸公雄
- 銀行強盗C：太田正道
- 兄貴：うすいたかやす
- 大岐：園部啓一
- 金子光晴：柊美冬
- 野中小菊：本井英美
- 王友会長：室園丈裕 -CDには登場せず。

### スタッフ
- 脚本：西園悟
- 制作：アニメイトフィルム

## 小説

### ハイパーあんな 宇宙で一番強いヤツ
- 著・黒田洋介、アスキー / アスペクト・ログアウト文庫、1998年
- ISBN 4-7572-0004-8
- カバー・本文イラスト、口絵：近藤るるる

#### あらすじ
2学期中間試験のテスト休み。軽井沢に遊びに来た杏奈たちは、霞の従弟俊彦と出会う。病弱で別荘で寝たきりの彼と急速に親しくなっていく杏奈。しかし、その俊彦に黒い陰謀が襲いかかる。

#### 登場人物
牧野俊彦（まきの　としひこ）
霞の従弟（久馬の孫）。15歳。幼い頃から病弱で寝たきり。敏腕のコンピュータ・プログラマ。

### ハイパーあんな2 杏菜の無人島物語C++（シープラプラ）
- 著・黒田洋介、アスキー / アスペクト・ファミ通文庫、1998年
- ISBN 4-7572-0119-2
- カバー・本文イラスト、プロローグ・エピローグ漫画：近藤るるる

#### あらすじ
海へ遊びに来た杏奈たちだったが、不幸にも無人島に流されてしまう。しかし、そんな非常事態の中でも光恵と霞のケンカは続くのだった。

#### エピソードと登場人物
琴美ちゃん、でんじゃあ
琴美に、世界棍術選手権で優勝したという女が決闘を挑んできた。しかし、勝てそうにない琴美の様子を見た友人・深雪は、とっさに「一番弟子の杏奈に勝ったら挑戦を受ける」と言ってしまう。
高田 琴美（たかだ ことみ）
燕流棍術・高田道場の娘。漫画本編にも登場。気が弱くていつもおどおどとしている。小説では実は棍術も強くないという設定になっているが、漫画本編では一瞬だが杏奈をたじろがせている。
深雪（みゆき）
琴美の友人。普通の高校生。

おろし丸魂（スピリッツ） 〜ミッチー王子の飛燕刃〜
高槻家の近所に引っ越してきた夫婦と犬。ミッチーという名のその犬をかわいがる杏奈たち。しかしミッチーは、人間にはこびを売るが、同族には容赦のない、狡猾な暴君だった。
ミッチー
飼い主からは「ミッチー王子」と呼ばれているケアン・テリア。かわいい外見とは裏腹に神夢想一刀流の名手。

きみがステディ
杏奈の両親、蘭子と源一郎の出会いの話。高校生の蘭子は、友人と一緒に遊びにいった大阪で源一郎とその友人に声を掛けられる。因縁をつけてきたヤクザにぺこぺこする源一郎に怒りを感じた蘭子はヤクザを掌底で吹っ飛ばすが、逆に源一郎に怒られてしまう。
西村 蘭子（にしむら らんこ）
後の杏奈の母。武道の達人。
柿崎 聡美（かきざき さとみ）・岸田 早紀（きしだ さき）
蘭子の友人。

## ゲーム
アスキーより発売されたWindows用ソフト『2D格闘ツクール95』に、本作の格闘ゲームがサンプルとして収録されている。

## 付記
- 『ハイパーあんな』3巻には、本編のほか、次の読み切り作品が収録されている。
  - ミラクル高僧チベットちゃん
    - のちに続編が、『月刊コミックビーム』1999年4月号に巻中カラーで読み切り掲載される。

  - あん子ちゃん今日もがんばる!
    - 作者自身が描いた事を忘れたい作品。後味の悪い話である。
- 『ハイパーあんな 』1 - 3巻の各巻冒頭には、見開きで「みんなで演劇をやってみよう」という、名作の登場人物を本編の登場人物に置き換えたパロディ短編が収録。
  1. 赤毛のあんな（赤毛のアン）
  2. 宝島
  3. 冒険者たち（ガンバの冒険）
- 登場のたびに参加している部活が変わっている（水泳部→ラクロス部→演劇部）、杏奈たちの同級生である国沢さんは、同じ作者の『たかまれ!タカマル』にも登場しているが、その時もやはり所属部が変わっている(女子プロレス同好会)。